# Associazione Calcio Milano 1940-1941
Questa voce raccoglie le informazioni riguardanti l'Associazione Calcio Milano nelle competizioni ufficiali della stagione 1940-1941.

## Stagione

Gino Cappello, al Milan dal 1940 al 1943

Prima dell'inizio di questa stagione il Milano conosce forti cambiamenti a livello societario. Alla guida della società viene messo Umberto Trabattoni in veste di commissario straordinario, mentre Antonio Busini è nominato direttore tecnico. C'è anche un avvicendamento sulla panchina, con Guido Ara che sostituisce József Bánás.
La nuova dirigenza decide, sulla scorta del mediocre campionato precedente, di fare un importante calciomercato. In particolare vennero acquistati, tra gli altri, Gianni Toppan, Gino Cappello, Bruno Arcari, Amedeo Degli Esposti e Giuseppe Meazza, quest'ultimo proveniente dall'Ambrosiana-Inter e arrivato a stagione in corso.
In Serie A il Milano disputa un campionato positivo, con un ottimo 3º posto finale. In questo campionato la squadra chiude con il primo posto parziale nella classifica del girone di ritorno e con la migliore difesa del torneo. Degno di nota è il 5 a 1 casalingo sul Bologna poi campione d'Italia. In Coppa Italia i rossoneri vengono invece eliminati negli ottavi di finale dalla Lazio.
Nel 1940 il Milan trasferisce la sua sede dal "Telegrafo Milan Club" di via Gaetano Negri 8 al "Telegrafo Calciomilano" di via Del Lauro 4.

## Divise
| Casa | Trasferta |

## Organigramma societario
Area direttiva
- Presidente: -
- Commissario straordinario: Umberto Trabattoni
- Segretario: Angelo Monti

Area tecnica
- Allenatore: Guido Ara
- Direttore tecnico: Antonio Busini

Area sanitaria
- Medico sociale: Giuseppe Veneroni
- Massaggiatore: Luigi Clerici

## Rosa
| N. |                   | Ruolo | Calciatore        |
| -- | ----------------- | ----- | ----------------- |
|    | Italia (bandiera) | P     | Egidio Micheloni  |
|    | Italia (bandiera) | P     | Mario Zorzan      |
|    | Italia (bandiera) | D     | Bruno Berra       |
|    | Italia (bandiera) | D     | Enrico Boniforti  |
|    | Italia (bandiera) | D     | Dante Guagnetti   |
|    | Italia (bandiera) | D     | Leandro Remondini |
|    | Italia (bandiera) | D     | Gianni Toppan     |
|    | Italia (bandiera) | C     | Giuseppe Antonini |
|    | Italia (bandiera) | C     | Pietro Buscaglia  |
|    | Italia (bandiera) | C     | Arrigo Morselli   |

| N. |                   | Ruolo | Calciatore                 |
| -- | ----------------- | ----- | -------------------------- |
|    | Italia (bandiera) | C     | Giuseppe Vannucci          |
|    | Italia (bandiera) | C     | Paolo Todeschini           |
|    | Italia (bandiera) | A     | Bruno Arcari (capitano)    |
|    | Italia (bandiera) | A     | Aldo Boffi                 |
|    | Italia (bandiera) | A     | Gino Cappello              |
|    | Italia (bandiera) | A     | Amedeo Degli Esposti       |
|    | Italia (bandiera) | A     | Natale Faccenda            |
|    | Italia (bandiera) | A     | Giuseppe Meazza (capitano) |
|    | Italia (bandiera) | A     | Umberto Menti              |

## Calciomercato
| Acquisti | Acquisti             | Acquisti         | Acquisti |
| R.       | Nome                 | da               | Modalità |
| -------- | -------------------- | ---------------- | -------- |
| A        | Bruno Arcari         | Genova 1893      | -        |
| A        | Gino Cappello        | Padova           | -        |
| A        | Amedeo Degli Esposti | Padova           | -        |
| A        | Natale Faccenda      | Pisa             | -        |
| A        | Luigi Gallanti       | Seregno          | -        |
| D        | Dante Guagnetti      | Parma            | -        |
| C        | Piero Maronati       | Cantù            | -        |
| C        | Ulderico Meanti      | Crema            | -        |
| A        | Giuseppe Meazza      | Ambrosiana-Inter | -        |
| C        | Arrigo Morselli      | Fiorentina       | -        |
| A        | Ermenegildo Orzan    | Padova           | -        |
| C        | Gianni Toppan        | Falck            | -        |
| D        | Giuseppe Vannucci    | Pro Vercelli     | -        |

| Cessioni | Cessioni               | Cessioni     | Cessioni |
| R.       | Nome                   | a            | Modalità |
| -------- | ---------------------- | ------------ | -------- |
| A        | Carlo Biraghi          | Padova       | -        |
| A        | Franco Bolla           | Savona       | -        |
| D        | Giuseppe Bonizzoni     | Padova       | -        |
| C        | Luigi Bonizzoni        | Pro Vercelli | -        |
| C        | Antonio Bortoletti     | Padova       | -        |
| C        | Valerio Cassani        | Padova       | -        |
| C        | Bruno Chizzo           | Genova 1893  | -        |
| P        | Luigi Diamante         | Padova       | -        |
| C        | Ezio Loik              | Venezia      | -        |
| C        | Mario Lovetti          | Gallaratese  | -        |
| C        | Piero Pasinati         | Novara       | -        |
| D        | Teresio Traversa       | Savona       | -        |
| C        | Riccardo Alberto Villa | Padova       | -        |

## Risultati

### Serie A

#### Girone di andata
| Arbitro: | Ciamberlini (Genova) |

|                                           |           |  |
| Boffi 1’, 38’ Faccenda 8’ Cappello IV 65’ | Marcatori |  |

| Arbitro: | Dattilo (Roma) |

|                 |           |  |
| Santià 25’, 90’ | Marcatori |  |

| Arbitro: | Scorzoni (Bologna) |

|  |           |            |
|  | Marcatori | 52’ Frossi |

| Arbitro: | Zelocchi (Modena) |

|              |           |  |
| Viani II 39’ | Marcatori |  |

| Arbitro: | Viarengo (Asti) |

|               |           |             |
| Arcari IV 58’ | Marcatori | 7’ Trevisan |

| Arbitro: | Bonivento (Venezia) |

|                  |           |                                |
| Pantò 86’ (rig.) | Marcatori | 44’ (rig.) Boffi 82’ Arcari IV |

| Arbitro: | Conticini (Firenze) |

|                      |           |                |
| Baldi III 40’ (aut.) | Marcatori | 82’ Mascheroni |

| Arbitro: | Mattea (Torino) |

|                           |           |                |
| Peretti 25’ Cominelli 68’ | Marcatori | 1’ Cappello IV |

| Milano 8 dicembre 1940 9ª giornata | Milano         | 0 – 0 | Venezia | Stadio San Siro (10 000 spett.)\| Arbitro: \| Dattilo (Roma) \| |
| Arbitro:                           | Dattilo (Roma) |       |         |                                                                 |

| Arbitro: | Mattea (Torino) |

|           |           |                                           |
| Fusco 82’ | Marcatori | 23’ Degli Esposti 37’ Boffi 83’ Buscaglia |

| Arbitro: | Bertolio (Torino) |

|                                      |           |                              |
| Puricelli 8’, 15’ Reguzzoni 19’, 51’ | Marcatori | 51’ Todeschini 85’ Arcari IV |

| Arbitro: | Scarpi (Dolo) |

|                                     |           |            |
| Buscaglia 38’ Boffi 63’ Menti I 86’ | Marcatori | 53’ Degano |

| Roma 5 gennaio 1941 13ª giornata | Lazio         | 0 – 0 | Milano | Stadio Nazionale del PNF (6 000 spett.)\| Arbitro: \| Scarpi (Dolo) \| |
| Arbitro:                         | Scarpi (Dolo) |       |        |                                                                        |

| Arbitro: | Galeati (Bologna) |

|                |           |                    |
| Boffi 26’, 35’ | Marcatori | 32’ Bo 58’ Gabetto |

| Arbitro: | Bertolio (Torino) |

|               |           |             |
| Michelini 79’ | Marcatori | 24’ Menti I |

#### Girone di ritorno
| Arbitro: | Curradi (Firenze) |

|                                      |           |                      |
| Rosellini 10’ Barrera 17’ Busani 62’ | Marcatori | 1’ Boffi 85’ Menti I |

| Arbitro: | Zelocchi (Modena) |

|                             |           |  |
| Cappello IV 34’ (rig.), 52’ | Marcatori |  |

| Arbitro: | Bertolio (Torino) |

|                                    |           |                            |
| Frossi 21’ Boniforti II 40’ (aut.) | Marcatori | 56’ Cappello IV 83’ Meazza |

| Arbitro: | Forni (Trento) |

|                                                                                           |           |  |
| Del Buono 4’ (aut.) Degli Esposti 48’ Meazza 65’ (rig.) Bonino 67’ (aut.) Cappello IV 68’ | Marcatori |  |

| Trieste 23 febbraio 1941 20ª giornata | Triestina         | 0 – 0 | Milano | Stadio del Littorio (6 000 spett.)\| Arbitro: \| Saracini (Ancona) \| |
| Arbitro:                              | Saracini (Ancona) |       |        |                                                                       |

| Arbitro: | Ciamberlini (Genova) |

|            |           |                            |
| Meazza 18’ | Marcatori | 42’ Pantò 45’, 58’ Krieziu |

| Arbitro: | Zelocchi (Modena) |

|  |           |                                                         |
|  | Marcatori | 10’ Todeschini 26’, 72’ Degli Esposti 87’ (rig.) Meazza |

| Arbitro: | Galeati (Bologna) |

|  |           |                                                  |
|  | Marcatori | 20’ (rig.) Ciancamerla 65’ Gaddoni 84’ Fabbri IV |

| Venezia 23 marzo 1941 24ª giornata | Venezia           | 0 – 0 | Milano | Stadio Pierluigi Penzo (8 000 spett.)\| Arbitro: \| Bertolio (Torino) \| |
| Arbitro:                           | Bertolio (Torino) |       |        |                                                                          |

| Arbitro: | Bellè (Venezia) |

|                                                            |           |  |
| Cappello IV 22’, 69’ Arcari IV 42’ Meazza 56’ Antonini 81’ | Marcatori |  |

| Arbitro: | Bertolio (Torino) |

|                                                                   |           |              |
| Boniforti II 50’ (rig.) Boffi 57’ Cappello IV 59’, 87’ Meazza 74’ | Marcatori | 62’ Marchese |

| Arbitro: | Bertolio (Torino) |

|                   |           |                    |
| Poggi II 48’, 68’ | Marcatori | 5’, 43’, 65’ Boffi |

| Arbitro: | Scorzoni (Bologna) |

|                                |           |  |
| Cappello IV 30’ Boffi 62’, 82’ | Marcatori |  |

| Arbitro: | Dattilo (Roma) |

|            |           |                           |
| Lushta 21’ | Marcatori | 54’ Cappello IV 59’ Boffi |

| Arbitro: | Scarpi (Dolo) |

|           |           |             |
| Boffi 69’ | Marcatori | 11’ Miniati |

### Coppa Italia

#### Sedicesimi di finale
| Arbitro: | Ciamberlini (Genova) |

|                |           |                                                      |
| Schiavetta 46’ | Marcatori | 1’, 41’ Cappello IV 21’ Degli Esposti 46’, 68’ Boffi |

#### Ottavi di finale
| Arbitro: | Zelocchi (Modena) |

|  |           |                               |
|  | Marcatori | 6’ Romagnoli II 51’ Gualtieri |

## Statistiche

### Statistiche di squadra
| Competizione | Punti            | In casa | In casa | In casa | In casa | In casa | In casa | In trasferta | In trasferta | In trasferta | In trasferta | In trasferta | In trasferta | Totale | Totale | Totale | Totale | Totale | Totale | DR  |
| Competizione | Punti            | G       | V       | N       | P       | Gf      | Gs      | G            | V            | N            | P            | Gf           | Gs           | G      | V      | N      | P      | Gf     | Gs     | DR  |
| ------------ | ---------------- | ------- | ------- | ------- | ------- | ------- | ------- | ------------ | ------------ | ------------ | ------------ | ------------ | ------------ | ------ | ------ | ------ | ------ | ------ | ------ | --- |
| Serie A      | 34               | 15      | 7       | 5       | 3       | 33      | 14      | 15           | 5            | 5            | 5            | 22           | 20           | 30     | 12     | 10     | 8      | 55     | 34     | +21 |
| Coppa Italia | ottavi di finale | 1       | 0       | 0       | 1       | 0       | 2       | 1            | 1            | 0            | 0            | 5            | 1            | 2      | 1      | 0      | 1      | 5      | 3      | +2  |
| Totale       | -                | 16      | 7       | 5       | 4       | 33      | 16      | 16           | 6            | 5            | 5            | 27           | 21           | 32     | 13     | 10     | 9      | 60     | 37     | +23 |

### Statistiche dei giocatori
| Giocatore        | Serie A  | Serie A | Coppa Italia | Coppa Italia | Totale   | Totale |
| Giocatore        | Presenze | Reti    | Presenze     | Reti         | Presenze | Reti   |
| ---------------- | -------- | ------- | ------------ | ------------ | -------- | ------ |
| G. Antonini      | 29       | 1       | 2            | 0            | 31       | 1      |
| B. Arcari        | 24       | 4       | 0            | 0            | 24       | 4      |
| B. Berra         | 22       | 0       | 0            | 0            | 22       | 0      |
| A. Boffi         | 23       | 16      | 2            | 2            | 25       | 18     |
| E. Boniforti     | 29       | 1       | 2            | 0            | 31       | 1      |
| P. Buscaglia     | 10       | 2       | 0            | 0            | 10       | 2      |
| G. Cappello      | 23       | 12      | 2            | 2            | 25       | 14     |
| A. Degli Esposti | 22       | 4       | 2            | 1            | 24       | 5      |
| N. Faccenda      | 7        | 1       | 0            | 0            | 7        | 1      |
| D. Guagnetti     | 1        | 0       | 0            | 0            | 1        | 0      |
| G. Meazza        | 14       | 6       | 1            | 0            | 15       | 6      |
| U. Menti         | 15       | 3       | 2            | 0            | 17       | 3      |
| E. Micheloni     | 15       | -17     | 0            | 0            | 15       | -17    |
| A. Morselli      | 7        | 0       | 1            | 0            | 8        | 0      |
| L. Remondini     | 16       | 0       | 2            | 0            | 18       | 0      |
| P. Todeschini    | 21       | 2       | 2            | 0            | 23       | 2      |
| G. Toppan        | 26       | 0       | 2            | 0            | 28       | 0      |
| G. Vannucci      | 11       | 0       | 0            | 0            | 11       | 0      |
| M. Zorzan        | 15       | -17     | 2            | -3           | 17       | -20    |